# Bistum Sibu
Das Bistum Sibu (lateinisch: Dioecesis Sibuensis) ist eine in Malaysia gelegene römisch-katholische Diözese mit Sitz in Sibu. 

## Geschichte
Das Bistum Sibu wurde am 22. Dezember 1986 durch Papst Johannes Paul II. aus Gebietsabtretungen des Erzbistums Kuching errichtet und diesem als Suffraganbistum unterstellt. Erster Bischof wurde Dominic Su Haw Chiu.